# Henryk Jacenciuk
Henryk Jacenciuk (ur. 24 października 1923 w Kupientynie, zm. 8 sierpnia 2008 w Pile) – polski ksiądz, salezjanin, profesor.

## Życiorys
Pierwszą profesję zakonną złożył na ręce Inspektora prowincji warszawskiej 29 października 1944. Od 1 lipca 1949 do 1 lipca 1950 pełnił funkcję ekonoma domu w Aleksandrowie. 29 czerwca 1951 przyjął święcenia kapłańskie, a już 1 lipca 1951 skierowany został do pełnienia funkcji prefekta domu w Różanystoku. 1 lipca 1954 opuścił Różanystok i udał się do Lądu, gdzie sprawował funkcję radcy studiów teologii. Od 1 lipca 1956 był studentem Akademii Teologii Katolickiej w Warszawie. 1 lutego  został z powrotem skierowany do Lądu na stanowisko katechety, a po ukończeniu przerwanych studiów pracował jako wykładowca teologii. 1 lipca przełożeni skierowali go na proboszcza parafii pw. Świętego Krzyża w Rumi. Rumię opuścił w lipcu 1972, by zostać ekonomem inspektorialnym w Łodzi. W 1979 zapadła decyzja o podzieleniu dotychczasowych dwóch prowincji salezjańskich na cztery, zajmował w tym czasie stanowisko ekonoma inspektorialnego inspektorii warszawskiej. Dekretem Generała Salezjańskiego z dnia 18 maja 1980 skierowano go na urząd nowo utworzonej Inspektorii Świętego Wojciecha w Pile. Objął ten urząd 25 czerwca 1980 i pełnił do 4 sierpnia 1986. Następnie 5 sierpnia 1986 powołano go na stanowisko ekonoma inspektorialnego prowincji pilskiej, którą to funkcję pełnił do 28 kwietnia 1998. Od 1998 do śmierci był rezydentem w parafii pw. Świętej Rodziny w Pile. 
Zmarł 8 sierpnia 2008 na chorobę nowotworową w pilskim szpitalu. Pochowany został 12 sierpnia na cmentarzu komunalnym w Pile w mogile zbiorowej salezjanów. Ceremonię pogrzebową poprzedziła msza w kościele pw. Świętej Rodziny, której przewodniczył bp Tadeusz Werno, a homilię wygłosił ks. Władysław Kołyszko.